# 김철삼
김철삼(미상 ~ )은 조선민주주의인민공화국의 정치인이다. 함경북도 당위원회 위원장 겸 조선로동당 중앙위원회 위원이다.

## 경력
2019년 4월 조선로동당 제7기 제4차 전원회의에서 당 중앙위원회 위원으로 선출되었다. 2019년 4월부터 강양모 후임으로 남포시 당위원회 위원장을 맡고 있다.